# Bárbara Plà
Bárbara Pla (17 de julho de 1983) é uma jogadora de rugby sevens espanhola.

## Carreira
Bárbara Pla integrou o elenco da Seleção Espanhola Feminina de Rugbi de Sevens, na Rio 2016, que foi 7º colocada. Ela é irmã do também olímpico Pol Pla